# Brokeback Mountain (Oper)
Brokeback Mountain ist eine Oper in zwei Akten von Charles Wuorinen (Musik) mit einem Libretto von Annie Proulx nach deren gleichnamiger Kurzgeschichte. Die Oper wurde am 28. Januar 2014 im Teatro Real Madrid uraufgeführt.

## Handlung

### Erster Akt
Szene 1: „1963, Aguirres Trailer“. Aguirre engagiert die beiden jungen Männer Ennis del Mar und Jack Twist als Saisonarbeiter, um während des Sommers seine Schafe im Gebirge zu hüten. Es gibt strenge Regeln: Ennis soll das Hauptzelt bewachen. Er darf ein kleines Feuer unterhalten. Jack dagegen muss im Hochzelt bei den Schafen bleiben und dort kein Feuer machen. Er soll alle Raubtiere erlegen, die den Schafen gefährlich werden könnten. Alkohol, Frauen und Kämpfe sind beiden ebenso untersagt wie Ausflüge in die Stadt.
Szene 2: „Bar, Old Longhorn“. Da ihnen noch Zeit bleibt, gehen Ennis und Jack in die nächstgelegene Bar, wo sie einander vorstellen. Beide kommen aus Wyoming. Jacks Eltern besitzen eine Farm. Die von Ennis sind bei einem Autounfall ums Leben gekommen. Er wurde von seiner Schwester aufgezogen und hat früh angefangen zu arbeiten. Jack wurde wegen seiner Knieprobleme vom Militärdienst befreit. Er steckt in Geldsorgen. Ennis hat den Job angenommen, um für die Heirat mit seiner Verlobten Alma zu sparen und vielleicht später eine eigene Ranch aufzubauen. Die Barkeeperin rät ihnen, genug Whisky ins Camp mitzunehmen, da einen die Einsamkeit dort sonst verrückt machen könne. Aguirres Alkoholverbot sollten sie ignorieren.
Szene 3: „Auf dem Berg“. Zwei Wochen später sitzen die beiden auf dem Brokeback Mountain im Hauptlager beim Abendessen. Ennis hat mal wieder Dosen-Spaghetti gemacht. Jack hat oben einen Wolf oder Kojoten gesehen und zwei Mal geschossen, ihn aber verfehlt. Die Einsamkeit macht sich bereits bemerkbar. Jack hasst sein kleines Hochzelt. Sie trinken Whisky.
Szene 4: „Hauptzelt, vier Tage später“. Ennis hat den Toast verbrannt. Jack ist es noch immer nicht gelungen, den Wolf zu erlegen, der bereits zwei Schafe gerissen hat. Ennis schlägt vor, ihre Aufgaben zu tauschen. Ihm mache es nichts aus, die Nacht oben zu verbringen, und Jack könne sicher nicht schlechter kochen als er.
Szene 5: „Hauptzelt, Sonnenuntergang des nächsten Tages“. Ennis hat das Raubtier bereits erlegt. Wie er vermutet hatte, war es ein großer Kojote und kein Wolf. Jack reicht ihm Whisky, um das zu feiern. Sie rauchen und kochen Kartoffeln. Jack erzählt von seinem Kindheitstraum, ein großer Bullenreiter zu werden. Er hat damals schon aus dem Fenster den Brokeback Mountain in der Ferne sehen können. Sein Vater hat ihn als Kind häufig verprügelt, bis er groß genug war, um sich zu wehren. Ein Falke erinnert die beiden an das Gefühl der Freiheit, das sie jetzt haben. Sie trinken weiter, doch die Kartoffeln verbrennen im Feuer. Ennis ist jetzt zu betrunken, um wieder nach oben zu gehen. Jack lädt ihn ein, die Nacht bei ihm im Zelt zu verbringen. Ennis versucht zuerst, draußen am Feuer zu schlafen, doch die Kälte lässt ihn nicht ruhen. Er folgt Jacks erneuter Einladung ins Zelt, wo sie die Nacht zusammen verbringen.
Szene 6: „Hauptzelt, am nächsten Morgen“. Jack und Ennis sind verwirrt über ihre Gefühle. Obwohl es ihnen richtig schien, beharren beide darauf, nicht schwul zu sein. Ennis will weiterhin mit Alma eine Familie gründen und Kinder bekommen.
Szene 7: „Kleiderladen“. Alma sucht mit ihrer Mutter das Brautkleid aus. Sie besteht auf einem teuren Kleid, das ihre gesamten Ersparnisse erfordert. Sie gesteht, dass sie Meinungsverschiedenheiten mit Ennis hat. Während er von einer eigenen Ranch und einem Leben als Pferdezüchter träumt, möchte sie lieber in die Stadt ziehen.
Szene 8: „Unteres Hauptzelt, Dämmerung“. Die beiden Männer umarmen sich, ohne zu bemerken, dass Aguirre sie aus der Ferne beobachtet. Sie haben inzwischen starke Gefühle für einander entwickelt, die vor allem Ennis erschrecken. Aguirre erscheint und wirft ihnen vor, ihre Aufgaben zu vernachlässigen. Einer von ihnen müsse umgehend wieder zu den Schafen. Morgen beginne der Abtrieb, und danach sei ihre Arbeit auf dem Berg erledigt. Er reitet fort. Als Ennis sich auf den Weg nach oben machen will, fordert ihn Jack auf, die letzte Nacht bei ihm zu verbringen. Beide gehen in das Zelt.
Szene 9: „Der nächste Morgen, erstes Licht“. Jack und Ennis verabschieden sich traurig voneinander, um in ihr altes Leben zurückzukehren. Ennis will seine Veranlagung noch immer nicht wahrhaben, obwohl Jack sich seiner Gefühle sicher ist. Es kommt zu einer kurzen Prügelei, bei der sich Jack leicht verletzt und beider Hemden mit Blut befleckt werden. Sie versöhnen sich schnell wieder. Ennis wird heiraten und Jack zum Rodeo zurückkehren.
Szene 10: „Farmausrüstung-Verkaufsraum, Texas“. Auch Jack hat inzwischen eine Frau kennengelernt: Lureen, die Tochter des Rodeoleiters Hogboy. Ihr Vater hält nicht viel von Jack. Er will ihm zwar einen Job geben, doch solle sie nur nicht auf die Idee kommen, ihn zu heiraten.
Szene 11: „1967, das Innere von Almas und Ennis’ Wohnung in Riverton“. Ennis und Alma leben mit zwei kleinen Töchtern in der Stadt. Sie ist unzufrieden mit seiner Arbeit auf der Ranch, bei der er ständig in Rangeleien mit seinen Kollegen gerät. Ein Brief von Jack trifft ein – nach langer Zeit das erste Lebenszeichen von ihm. Aufgeregt liest Ennis, dass sein Freund ihn nächste Woche auf der Durchreise zum nächsten Rodeo besuchen will.

### Zweiter Akt
Szene 1: „1967, Wohnung der Del Mars“. Als Jack eintrifft, gehen er und Ennis sofort zusammen fort. Ennis meint, er würde wohl diese Nacht nicht mehr nach Hause kommen. Alma bleibt enttäuscht zurück. Sie hatte gehofft, in die Freundschaft der beiden einbezogen zu werden.
Szene 2: „Motel Siesta“. Jack und Ennis haben sich ein Zimmer im Motel genommen, erzählen von ihrem Leben und erinnern sich an ihre gemeinsame Zeit auf dem Brokeback Mountain, die sie verändert hat. Sie beschließen, sich ein paar Tage frei zu nehmen und in die Berge zu gehen. Das wollen sie dann einige Male im Jahr wiederholen.
Szene 3: „Sechs oder sieben Jahre später, Wohnung der Del Mars“. Da das Geld, das Ennis auf der Ranch verdient, kaum ausreicht, fordert Alma ihn auf, eine Stellung im Laden ihres Chefs Bill Jones anzunehmen. Das ist jedoch nichts für Jack, der seine Arbeit mit den Tieren liebt. Alma beklagt sich, dass er sie so oft alleine lässt, um mit seinem Freund fischen zu gehen. Sie sehnt sich nach einem anderen Leben. Ennis bedauert, dass die Dinge so stehen, kann es aber nicht ändern.
Szene 4: „Farmausrüstung-Verkaufsraum, Texas“. Jack und Lureen sind verheiratet und haben einen kleinen Sohn, doch die Ehe funktioniert nicht gut. Nach dem Tod ihres Vaters hat Lureen den Laden übernommen, während Jack weiterhin auf Rodeos reitet. Mittlerweile ist er jedoch zu alt für diesen Job. Lureen wünscht sich, dass er im Laden mitarbeitet. Da er so häufig fort ist, vermutet sie, dass er eine Geliebte hat. Jack geht fort, und sie legt sich schlafen. Im Traum erhält sie Besuch vom Geist ihres Vaters, der ihr Hilfe verspricht. Er habe „hier“ bereits einige Kontakte gemacht.
Szene 5: „Wohnung der Del Mars“. Ennis träumt weiterhin von einer eigenen Ranch. Davon will Alma aber nichts wissen. Sie ist inzwischen eine Beziehung mit Bill Jones eingegangen und verlangt die Scheidung. Ennis ist sofort einverstanden und verspricht, sie und die Kinder weiterhin zu unterstützen. Während sie ihre Sachen packt, ruft er Jack an, um ihm die Neuigkeit mitzuteilen. Der macht sich sofort auf den Weg zu seinem Freund und schlägt vor, gemeinsam eine Ranch zu übernehmen. Ennis hat jedoch Bedenken. In seiner Jugend kannte er zwei alte Männer, Earl und Rich, die genau dies getan hatten und deshalb von den Nachbarn verspottet wurden. Earl wurde brutal ermordet. Ennis vermutet, dass sein Vater in das Verbrechen verwickelt war, da er ihn gezwungen hatte, das übel zugerichtete Opfer anzusehen. So möchte er nicht enden.
Szene 6: „Thanksgiving, Esszimmer und Küche von Alma und Bill“. Ennis kommt zu spät zum gemeinsamen Essen mit der Familie. Als er Alma beim Spülen hilft, führt ein ungeschickt gewähltes Wort zum Streit zwischen den beiden. Alma bezweifelt seine Ehrlichkeit, was die angeblichen Angelausflüge betrifft, da die Angel offenbar nicht einmal benutzt wurde. Bill trennt die beiden, und Ennis verlässt wütend das Haus.
Szene 7: „1983, in den Bergen, später Nachmittag“. Zehn Jahre sind vergangen. Jack und Ennis treffen sich wieder für eine Woche am Brokeback Mountain. Am letzten Tag zeigt Jack seine Unzufriedenheit mit dem Arrangement. Die gelegentlichen kurzen Ausflüge reichen ihm nicht aus. Er hatte immer darauf gehofft, irgendwann mit Ennis eine Ranch zu führen. Besonders enttäuscht ist er, als Ennis ihm mitteilt, dass er aus beruflichen Gründen den für August geplanten Jagdausflug streichen muss. Sie können sich immer nur in der kalten Jahreszeit treffen. Auch einer gemeinsamen Reise nach Mexiko steht Ennis ablehnend gegenüber, da er sich zu sehr mit seiner Heimat verbunden fühlt. Leidenschaftlich ruft Jack aus, „Ich wünschte, ich wüsste, wie ich dich verlassen kann.“ Das verletzt Ennis so sehr, dass er zusammenbricht und Jack besorgt zu ihm eilt. Beide brechen in Tränen aus.
Szene 8: „Frühherbst, Innenstadt von Riverton, vor einem Postamt“. Ennis erhält den Rückläufer einer Postkarte, die er Wochen zuvor an Jack geschickt hatte, mit dem Vermerk „verstorben“. Das regt ihn so auf, dass sich die Passanten nach ihm umdrehen. Er eilt zum nächsten Telefon und ruft Lureen an, die ihm bestätigt, dass Jack bereits im Juli bei einem Unfall ums Leben gekommen sei. Sie habe ihn nicht benachrichtigen können, da sie seine Adresse nicht hatte. Weil Jack sich immer gewünscht hatte, dass seine Asche auf dem Brokeback Mountain verstreut wird, hat sie sie seinen Eltern geschickt. Ennis macht sich sofort auf den Weg dorthin.
Szene 9: „Küche der Twists“. Ennis stellt sich Jacks Eltern vor. Die Mutter empfängt ihn freundlich, doch der Vater ist mürrisch. Als Ennis anbietet, die Asche zum Brokeback Mountain zu bringen, lehnt der Vater das ab.
Szene 10: „Jacks Schlafzimmer“. Die Mutter zeigt Ennis Jacks Zimmer, in dem er Jacks und sein eigenes blutverschmiertes Hemd von ihrem ersten Treffen findet. Jack hatte sie die ganze Zeit aufbewahrt. Die Mutter erlaubt ihm, die Hemden mitzunehmen.
Szene 11: „Ennis’ Trailer“. Mit den beiden Hemden in der Hand ist Ennis zum Brokeback Mountain gefahren und trauert um seinen Freund. Er bereut zutiefst, Jacks Wünsche nicht erfüllt zu haben, und schwört, dass es nie jemand anderen in seinem Leben geben wird.

## Gestaltung
Die basslastige Musik am Anfang weckt Assoziationen an die Gebirgslandschaft der Handlung. Dieses Thema ist im Verlauf der Oper immer gegenwärtig, auch wenn sie oft von anderen Stimmungen überlagert wird und manchmal auf eine einzige kurze tiefe Note reduziert ist. Orchester-Interludien stimmen musikalisch auf die jeweils folgenden Szenen ein. Die Gesangspartien der Charaktere verändern sich je nach Stimmungslage. Bereits Aguirres Solo zu Beginn der Oper wandelt sich aus „Respekt vor dem Berg“ vom deklamatorischen Stil zur Arie. Ennis’ zunehmende Akzeptanz seiner Gefühle bewirkt ebenfalls eine Veränderung. Während seine Partie am Anfang beinahe Sprechgesang ist, wird sie bis zum Ende graduell sanglicher.
Formal gibt es einige Rückgriffe auf tradierte Opernformen wie Arien, Duette, Ensemblesätze sowie einen Chor. Auch eine Geisterszene ist enthalten. Dadurch vereinte Wuorinen die unterschiedlichen Welten des ländlichen Wyoming und der europäischen Operntradition.
Wuorinens oft als „modernistisch“ bezeichnete Musik unterscheidet sich deutlich von den charismatischen Werken anderer neuerer amerikanischer Komponisten. Sie steht mehr in der Tradition von Arnold Schönberg oder Alban Berg als von Leonard Bernstein oder Aaron Copland. Die formale und psychologische Präzision der oft kantigen Vokallinien und „prismatischen“ Orchesterausbrüche erinnerte den Rezensenten von Gramophone an den Stil Claudio Monteverdis. Die Orchesterbegleitung zeige sowohl Einflüsse Claude Debussys wie auch der Expressionisten.
Den beiden Protagonisten sind mit „H“ und „Cis“ jeweils unterschiedliche Stimmungen („pitches“) zugewiesen, die um einen Ganzton auseinander liegen – nahe beieinander, aber doch für immer getrennt. Der dazwischenliegende Ton „C“ steht als dritte tonale Ebene für den Berg selbst. Wuorinen sah diesen Ton als Symbol für den Tod und verwies u. a. auf seine Rolle am Ende von Johann Sebastian Bachs Matthäus-Passion. Diese Basisnote bedeute Macht, häufig Freiheit und Frieden, aber auch die Bedrohung des Berges.
Die Pause zwischen den beiden Akten ist optional.

### Orchester
Die Orchesterbesetzung der Oper enthält die folgenden Instrumente:
- Holzbläser: drei Flöten (3. auch Piccolo), zwei Oboen, zwei Klarinetten, Bassklarinette, zwei Fagotte, Kontrafagott
- Blechbläser: vier Hörner, zwei Trompeten, drei Posaunen, Tuba
- Pauken, Schlagzeug (zwei oder drei Spieler): Xylophon, Marimba (fünf Oktaven), Vibraphon, tiefe große Trommel, vier Trommeln, Güiro
- Harfe
- Streicher: beispielsweise zehn Violinen 1, acht Violinen 2, sechs Bratschen, sechs Violoncelli, vier Kontrabässe oder mehr

### Kammerfassung für 24 Spieler
Die Besetzung der Kammerfassung für 24 Spieler besteht aus den folgenden Instrumenten:
- Holzbläser: Flöten (auch Piccolo), Oboe, Klarinette, Bassklarinette (auch Kontrabassklarinette), Saxophon-Quartett (SATB)
- Blechbläser: zwei Hörner, Trompete in C, Posaune, Tuba
- Pauken, Schlagzeug (zwei Spieler): Vibraphon, Xylophon, vier Trommeln, sehr tiefe große Trommel, Güiro
- Klavier (robust mit resonantem Bass und brillantem oberen Register)
- Streicher (solistisch): Violine 1, Violine 2, Bratsche, zwei Violoncelli, Kontrabass

## Werkgeschichte
Charles Wuorinen hatte die Idee zu seiner Oper nach einem Besuch von Ang Lees Film Brokeback Mountain (2005). 2007 bat er Annie Proulx, die Autorin der gleichnamigen Kurzgeschichte (1997), die dem Film als Vorlage diente, daraus ein Opernlibretto zu formen. Proulx war einverstanden. Gerard Mortier, damals designierter Leiter der New York City Opera, sorgte für einen offiziellen Auftrag. Da sich seine Position in New York zerschlug, nahm er den Plan mit, als er zum Künstlerischen Leiter des Teatro Real Madrid ernannt wurde. Die ersten Gespräche zwischen Komponist und Librettisten fanden 2008 in der Ucross Foundation bei Sheridan in Wyoming statt. Dort hatte Wuorinen Gelegenheit, die Berge zu besichtigen, denen der Brokeback Mountain der Handlung nachgebildet war. Wuorinen bezeichnete die Zusammenarbeit mit der Autorin als „eine der glücklichsten Kollaborationen, die ich jemals genoss“ („one of the happiest collaborations I’ve ever enjoyed“). Die Handlung wurde im Vergleich zur Vorlage stark verdichtet. Proulx griff in der Librettofassung auf mundartliche Lyrik zurück, um die inneren Gedanken der Charaktere sichtbar zu machen.
Für Wuorinen war in seinem Werk weniger die Gender-Thematik als solche bedeutsam als die Tatsache, dass es sich um eine zeitgenössische Version der Art von Liebesproblemen handelt, die im 19. Jahrhundert Grundlage vieler Opern wurde – eine Liebe, die aufgrund unüberwindlicher Hindernisse in der Gesellschaft zum Scheitern verurteilt ist. Es geht um die Tragödie eines Menschen, der nicht fähig ist, seine wahre Natur zu akzeptieren. Statt die Schönheit der Berge Wyomings zu verherrlichen, betonte Wuorinen das Gefühl der Bedrohung, das seiner Meinung nach im Film zu kurz kam.
Die Uraufführung fand am 28. Januar 2014 im Teatro Real in Madrid unter der Leitung von Titus Engel statt. Regie führte Ivo van Hove, Jan Versweyveld war für Bühne und Licht zuständig, Wojciech Dziedzic für die Kostüme und Tal Yarden für die Videos. Es sangen Daniel Okulitch (Ennis del Mar), Tom Randle (Jack Twist), Ethan Herschenfeld (Aguirre und Hogboy), Heather Buck (Alma Beers), Celia Alcedo (Mrs. Beers), Hannah Esther Minutillo (Lureen), Ryan MacPherson (John Twist Sr.), Jane Henschel (Mrs. Twist), Hilary Summers (Barkeeperin) und Letitia Singleton (Verkäuferin). Ein Mitschnitt wurde auf DVD veröffentlicht. Mortier konnte der Premiere noch beiwohnen, bevor er wenige Wochen später seinem Krebsleiden erlag.
Die Rezensionen fielen gemischt aus. Während die spanische Presse das Werk überwiegend positiv aufnahm, waren britische und amerikanische Rezensenten deutlich kritischer. Andrew Clements vom Guardian meinte, dass die Oper gute Momente habe, aber die Musik den Text selten genug durchdringe um das Drama zu verbessern. Der Text sei gut verständlich, habe aber zu viele Worte, da Proulx ihre Geschichte zu oft nicht gekürzt, sondern um Erklärungen, Hintergrundgeschichten und ganze Szenen erweitert habe. Der Handlung schreite ungleichmäßig fort, und das Drama pausiere manchmal sogar, wenn es eigentlich unbarmherzig vorangehen müsse. Die Inszenierung – ein weißer Kasten mit Videoprojektionen und einigen naturalistischen Ausstattungsgegenständen – sei ein ungeschickter Kompromiss zwischen Naturalismus und einer viel besser zu der Oper passenden suggestiven Einfachheit. Die musikalische Ausführung durch die Sänger und das Orchester sei hingegen gelungen. Anthony Tommasini von der New York Times hielt das Werk für eine beeindruckende Leistung, doch es sei schwer, diese Oper zu lieben. Die Partitur sei komplex, dynamisch und oft brillant, aber genau diese Eigenschaften erdrückten das Drama. Die Inszenierung fand er wunderschön („starkly beautiful“). Ein Höhepunkt sei Ennis’ emotionaler Sologesang am Ende der Oper – eine Szene, die weder in der Kurzgeschichte noch in der Filmfassung denkbar gewesen wäre.
Die deutsche Erstaufführung fand noch im selben Jahr in einer Inszenierung von Ludger Engels unter dem Dirigenten Kazem Abdullah am Theater Aachen statt. Christian Tschelebiew sang den Ennis, Mark Omvlee den Jack und Antonia Bourvé die Alma. Wuorinens Ehemann und Manager Howard Stokar besuchte die Produktion und berichtete ihm davon.
Für eine Neuproduktion im Salzburger Landestheater erstellte Wuorinen eine reduzierte Kammerfassung für 24 Musiker. Premiere war am 27. Februar 2016. Adrian Kelly leitete das Mozarteumorchester Salzburg. Die Inszenierung stammte von Jacopo Spirei, Bühne und Kostüme von Eva Musil. Die Hauptrollen sangen Florian Plock (Ennis del Mar), Mark Omvlee (Jack Twist) und Hailey Clark (Alma Beers). Diese Produktion wurde 2018 auch an der New York City Opera gezeigt.
Im Frühjahr 2022 kam eine Produktion des Stadttheater Gießen heraus, ebenfalls auf Grundlage der Kammerfassung für 24 Musiker. Premiere war am 19. Februar 2022. Das Orchester des Stadttheaters wurde von Fabrizio Ventura und Martin Spahr geleitet. Die Inszenierung stammt von der Intendantin Cathérine Miville, die Bühne von Lukas Noll zusammen mit den Videoinstallationen von Marc Jungreithmeier und den Kostümen von Monika Gora. Die Hauptrollen sangen Sebastian Noack (Ennis), Samuel Levine (Jack) und Antonia Bourvé (Alma). Die Premiere wurde vom Hessischen Rundfunk in Co-Produktion mit Deutschlandfunk Kultur mitgeschnitten und am 5. März 2022 im Radio ausgestrahlt. Eine begleitende Fotogalerie mit Bildern aus allen Szenen gibt einen Eindruck von der Bühnengestaltung.

## Aufnahmen
- 2014 – Titus Engel (Dirigent), Ivo van Hove (Regie), Jan Versweyveld (Bühne und Licht), Wojciech Dziedzic (Kostüme), Tal Yarden (Video), Orchester und Chor des Teatro Real Madrid.
 Daniel Okulitch (Ennis del Mar), Tom Randle (Jack Twist), Ethan Herschenfeld (Aguirre und Hogboy), Heather Buck (Alma Beers), Celia Alcedo (Mrs. Beers), Hannah Esther Minutillo (Lureen), Ryan MacPherson (John Twist Sr.), Jane Henschel (Mrs. Twist), Hilary Summers (Barkeeperin), Letitia Singleton (Verkäuferin).
 Video; live aus dem Teatro Real Madrid; Mitschnitt der Uraufführungsproduktion.
 Videostream bei Medici.tv; BelAir Classics BAC111 (DVD).[6][10]
- 19. Februar 2022 – Fabrizio Ventura (Dirigent), Philharmonisches Orchester Gießen, Opernchor des Stadttheaters Gießen.
 Sebastian Noack (Ennis del Mar), Samuel Levine (Jack Twist), Pawel Lawreszuk (Aguirre), Hailey Clark (Alma Beers), Antje Tiné (Mrs. Beers), Ilseyar Khayrullova (Lureen), Tomi Wendt (Hogboy), Dan Chamandy (John Twist Sr.), Melinda Paulsen (Mrs. Twist und Barkeeperin), Ayano Matsui (Verkäuferin), Shawn Mlynek (Cowboy), Vepkhia Tsiklauri (Bill Jones).
 Live aus dem Stadttheater Gießen.
 Radioübertragung auf hr2-kultur und Deutschlandfunk Kultur.[17]